# VI Governo Constitucional de Timor-Leste

Rui Maria de Araújo foi o Primeiro-Ministro de Timor-Leste no VI Governo Constitucional.

O VI Governo Constitucional de Timor-Leste foi o governo iniciado com a coalizão que tem Rui Maria de Araújo, como primeiro-ministro e foi formado em 16 de fevereiro de 2015..
Os decretos presidenciais de nomeação do Primeiro-Ministro  e de toda a composição do governo foram publicados no Jornal da República (Timor-Leste), na edição do dia 16 de fevereiro de 2015.

## Composição
| Membros do VI Governo, 16 de fevereiro de 2015 – 10 de agosto de 2015                        |                                                               |                                                                                                  |
| Foto                                                                                         | Nome                                                          | Cargo                                                                                            |
|                                                                                              | Rui Maria de Araújo (FRETILIN)                                | Primeiro-ministro                                                                                |
| Ministros                                                                                    |                                                               |                                                                                                  |
|                                                                                              | Hermenegildo Ágio Pereira (CNRT)                              | Ministro de Estado e Ministro da Presidência do Conselho de Ministros                            |
|                                                                                              | Fernando La Sama de Araújo (PD, † 2. Juni 2015)               | Ministro de Estado, Coordenador dos Assuntos Sociais e Ministro da Educação                      |
| Ministro de Estado, Coordenador dos Assuntos Económicos e Ministro da Agricultura e Pescas   | Estanislau da Silva (FRETILIN)                                | Ministro de Estado, Coordenador dos Assuntos Económicos e Ministro da Agricultura e Pescas       |
|                                                                                              | Dionísio da Costa Babo Soares (CNRT)                          | Ministro de Estado, Coordenador dos Assuntos Administrativos e Ministro da Administração Estatal |
|                                                                                              | Santina José Rodrigues Ferreira Viegas Cardoso (independente) | Ministro das Finanças                                                                            |
|                                                                                              | Hernâni Coelho (FRETILIN)                                     | Ministro dos Negócios Estrangeiros e Cooperação                                                  |
|                                                                                              | Ivo Jorge Valente (CNRT)                                      | Ministro da Justiça                                                                              |
|                                                                                              | Maria do Céu Sarmento Pina da Costa (CNRT)                    | Ministra da Saúde                                                                                |
|                                                                                              | Isabel Amaral Guterres (independente)                         | Ministra da Solidariedade Social                                                                 |
|                                                                                              | António da Conceição (PD até 2016)                            | Ministro do Comércio, Indústria e Ambiente                                                       |
| Francisco Kalbuadi Lay, Tourismusminister                                                    | Francisco Kalbuadi Lay (CNRT)                                 | Ministro do Turismo, Arte e Cultura                                                              |
| Minister für öffentliche Bauvorhaben, Transport und Telekommunikation                        | Gastão Francisco de Sousa (PD até 2016)                       | Ministro das Obras Públicas, Transportes e Telecomunicações                                      |
|                                                                                              | Alfredo Pires (CNRT)                                          | Ministro do Petróleo e Recursos Minerais                                                         |
| Cirilo Cristóvão, Verteidigungsminister                                                      | Cirilo José Cristóvão (CNRT)                                  | Ministro da Defesa                                                                               |
|                                                                                              | Longuinhos Monteiro (independente)                            | Ministro do Interior                                                                             |
|                                                                                              | Xanana Gusmão (CNRT)                                          | Assessoria, Ministro do Planejamento e Investimentos Estratégicos                                |
| 'Vice-ministros                                                                              |                                                               |                                                                                                  |
|                                                                                              | Hélder Lopes                                                  | Vice-ministro das Finanças                                                                       |
| Roberto Sarmento de Oliveira Soares, Vice-Ministro dos Negócios Estrangeiros e Cooperação    | Roberto Sarmento de Oliveira Soares (independente)            | Vice-Ministro dos Negócios Estrangeiros e Cooperação                                             |
|                                                                                              | Dulce de Jesus Soares (CNRT)                                  | Vice-Ministro da Educação I                                                                      |
|                                                                                              | Abel da Costa Freitas Ximenes (FM)                            | Vice-Ministro da Educação II                                                                     |
|                                                                                              | Ana Isabel Soares                                             | Vice-Ministro da Saúde                                                                           |
| Miguel Manetelu, Vice-ministro da Solidariedade Social                                       | Miguel Marques Gonçalves Manetelu (CNRT)                      | Vice-ministro da Solidariedade Social                                                            |
|                                                                                              | Marcos da Cruz (PD bis 2016)                                  | Vice-Ministro da Agricultura e Pescas                                                            |
|                                                                                              | Constâncio da Conceição Pinto (PD até 2016)                   | Vice-Ministro do Comércio, Indústria e Ambiente                                                  |
|                                                                                              | Januário da Costa Pereira (CNRT)                              | Vice-Ministro das Obras Públicas, Transportes e Telecomunicações I                               |
|                                                                                              | Inácio Moreira (FRETILIN)                                     | Vice-Ministro das Obras Públicas, Transportes e Telecomunicações II                              |
|                                                                                              | Tomás do Rosário Cabral (CNRT)                                | Vice-Ministro da Administração Estatal                                                           |
| Secretários de Estado                                                                        |                                                               |                                                                                                  |
|                                                                                              | Avelino Coelho da Silva (independente)                        | Secretário de Estado do Conselho de Ministros                                                    |
|                                                                                              | Maria Terezinha Dias da Silva Viegas (CNRT)                   | Secretário de Estado dos Assuntos Parlamentares                                                  |
| Nélio Isaac Sarmento, Secretário de Estado das Comunicações Sociais                          | Nélio Isaac Sarmento (CNRT)                                   | Secretário de Estado das Comunicações Sociais                                                    |
|                                                                                              | Veneranda M. Lemos Martins (CNRT)                             | Secretário de Estado do Apoio e Promoção Socioeconómica das Mulheres                             |
| Leovigildo Hornay, Secretário de Estado da Juventude e Desportos                             | Leovigildo Hornay                                             | Secretário de Estado da Juventude e Desportos                                                    |
| Ilídio Ximenes da Costa, Secretária de Estado da Política de Emprego e Formação Profissional | Ilídio Ximenes da Costa (CNRT)                                | Secretária de Estado da Política de Emprego e Formação Profissional                              |
|                                                                                              | Samuel Mendonça (PD bis 2016)                                 | Secretário de Estado da Administração Estatal                                                    |
| Jaime Xavier Lopes, Staatssekretär für Grundbesitz und Eigentum                              | Jaime Xavier Lopes (CNRT)                                     | Secretário de Estado da Terra e Propriedade                                                      |
|                                                                                              | Maria Isabel de Jesus Ximenes (CNRT)                          | Secretário de Estado da Arte e Cultura                                                           |

### Mudanças a 10 de agosto de 2015
| VI Governo, 10 de agosto de 2015 – 15 de setembro de 2017 |                                    |                                                                             |
| Foto                                                      | Nome                               | Cargo                                                                       |
|                                                           | António da Conceição (PD até 2016) | Ministro de Estado, Coordenador dos Assuntos Sociais e Ministro da Educação |
|                                                           | Constâncio Pinto (PD até 2016)     | Ministro do Comércio, Indústria e Ambiente                                  |
|                                                           | Filipus Nino Pereira (PD bis 2016) | Vice-Ministro do Comércio, Indústria e Ambiente                             |

## Galeria

### Ministérios e secretarias de estado

Francisco Kalbuady Lay, titular do Ministério do Turismo, Artes e Cultura de Timor-Leste
Maria Isabel de Jesus Ximenes, titular da Secretaria de Estado das Artes e Cultura de Timor-Leste